# Deutsches Meisterschaftsrudern 1947
Das 58. Deutsche Meisterschaftsrudern wurde 1947 in Mannheim ausgetragen. In den zwei Jahren zuvor wurde wegen des Zweiten Weltkriegs kein Meisterschaftsrudern ausgetragen. Im Vergleich zur letzten Auflage gab es im Meisterschaftsprogramm zwei Änderungen. Bei den Männern wurde kein Deutscher Meister im Leichtgewichts-Einer ermittelt und bei den Frauen fand keine Regatta im Einer statt. Insgesamt wurden Medaillen in 10 Bootsklassen vergeben. Davon 8 bei den Männern und 2 bei den Frauen.

## Medaillengewinner

### Männer
| Bootsklasse                           | Gold | Silber | Bronze |
| ------------------------------------- | --- | --- | --- |
| Einer                                 | Georg von Opel (Rüsselsheimer RK 08) | Franz Skoda (WSV Beuel) | Kein weiterer Athlet in der Wertung. |
| Doppelzweier                          | RV Bochum von 1920 Walter Seiffert Wilhelm Bongers | Rgm. Rvg. Wannsee Berlin / WSV Beuel Alfred Großkopf Franz Skoda                                                                                               | RTHC Bayer Leverkusen Hannfried Vagt Karl Broockmann |
| Zweier ohne Steuermann                | Mannheimer RV Amicitia von 1876 Werner Plumbohm Gerhard Reichert | Rgm. Flörsheimer RV 08 / Rüsselsheimer RK 08 Gerhard Ruppert Willi Wenz                                                                                        | Keine weiteren Boote am Start. |
| Vierer ohne Steuermann                | Rvg. Wannsee Berlin Hans-Joachim Hannemann Walter Volle Otto Bohnhardt Helmut Baltrusch                                                                                         | Der Hamburger und Germania RC Ludwig Bunge Otto Ruths Norbert Müller Gunter Aden                                                                               | Homberger RK Germania von 1893 Hans Gresch Adolf Borgards Arno Dahmen Werner Konrad                                                                             |
| Vierer mit Steuermann                 | Mannheimer RV Amicitia von 1876 Werner Plumbohm Ernst Lust Ludolf Moritz Gerhard Reichert Fritz Bauer (Stm.)                                                                    | Heilbronner RG Schwaben Hans Götz Erwin Banzhaf Werner Dutt Klaus Tochtermann Günter Jobst (Stm.)                                                              | Mühlheimer RV 1911 Erich Lotz Bruno Schwemmler Friedel Roth Fred Häusser Wilhelm Kreis (Stm.)                                                                   |
| Achter                                | Rgm. Flörsheimer RV 08 / Rüsselsheimer RK 08 Wilfried Seipp Karl Bauer Adam Munk Adam Stieglitz Georg Schneider Georg Boller Georg von Opel Erich Kohl Hanswalter Messer (Stm.) | RV Bochum von 1920 Heinz Kloth Werner Leege Fritz Schäfer Gerhard Westermann Peter Kilian Wilhelm Bongers Walter Seiffert Hugo Dickamp Franz Nöllemeyer (Stm.) | Der Hamburger und Germania RC Ludwig Bunge Gottfried Günther Norbert Müller Gunter Aden Werner Boy Otto Ruths Peter Tiessen Helmut Radach Wilhelm Mahlow (Stm.) |
| Leichtgewichts-Vierer ohne Steuermann | RV Gelsenkirchen Heinz Kawald Hasso Senk Werner Lowitsch Fritz Wiegand | Homberger RK Germania von 1893 Kurt Weißflog Hermann Alefs Michael Pelikan Hans Emmerichs                                                                      | Frankfurter RG Oberrad Wilhelm Bähring Hermann Knöffel Walter Dedecke Eugen Knöffel                                                                             |
| Leichtgewichts-Vierer mit Steuermann  | Rgm. Flörsheimer RV 08 / Rüsselsheimer RK 08 Hanswalter Messer Edgar Thielmann Philipp Roth Peter Messerschmitt Kurt Gechter (Stm.)                                             | RV Gelsenkirchen Heinz Kawald Hasso Senk Werner Lowitsch Fritz Wiegand Wolfgang Breilmann (Stm.)                                                               | Heilbronner RG Schwaben Günter Baier Hans Ziegler Helmut Roth Günter Witzemann Günter Jobst (Stm.)                                                              |

### Frauen
| Bootsklasse                 | Gold | Silber                                                                                              | Bronze                                                                                                  |
| --------------------------- | --- | --------------------------------------------------------------------------------------------------- | --- |
| Doppelzweier                | RV Bochum von 1920 Hilde Tubis Hannelore Sauter                                                                | Frankfurter RSV Sachsenhausen 1898 Sofie Krause Paula Fetz                                          | Frankfurter RV von 1865 Amely Aller Friedel Haack                                                       |
| Doppelvierer mit Steuerfrau | Frankfurter RSV Sachsenhausen 1898 Meta Sperlich Gertrud Schuhmacher Sofie Krause Paula Fetz Else Simon (Stf.) | RV Bochum von 1920 Marianne Sauter Hilde Tubis Hannelore Sauter Erika Sauter Irmgard Rudzuck (Stf.) | Hamburger Ruderinnen-Club von 1925 Erni Rottgardt Jutta Wilcke Ursula Grefe Rose Renk Emma Meyer (Stf.) |